# بد کمپانی (فیلم ۱۹۹۹)
بد کمپانی (انگلیسی: Bad Company) فیلمی در ژانر درام و رمانتیک است که در سال ۱۹۹۹ منتشر شد.